# Skonerten Anna Rogde
Skonerten Anna Rogde är en norsk skonert, som byggdes 1868 och sjösattes på Bangsund Skipsverft i Bangsund samma år under namnet Anna af Bergen. Ägarna var ett partrederi i Bergen. 
Skonerten var systerbåt till skonerten Albert, som byggdes året innan, 1867.

## Historik
År 1872 köptes Anna af Bergen av Isak Rogde, som var från Rogdo i Hardanger. Fartyget fick då namnet Anna af Rogde, men kallades Anna Rogde. I alla register är namnet endast Anna. Isak Rogde gifte sig senare med Anna från Kjøtta vid Harstad, som därefter som gift hette Anna Rogde.
I 100 år seglade Anna Rogde som fraktfartyg. De första fyra åren gick hon i Nordsjöfart och Östersjöfart, samt som längst mellan Arkhangelsk och Portugal, därefter som fraktskuta längs den norska kusten. Oftast förde hon segel, men efter hand gick hon för en 40 hästkrafters Bolinder tändkulemotor.
Bröderna Aage och Magne Gjertmund Indahl köpte skutan 1976 och restaurerade henne i omgångar till 1985. Anna Rogde användes i ungdomsarbete. Hon såldes 1991 till Stiftelsen Anna Rogde i Harstad, en stiftelse som övertogs av Sør-Troms Museum 2011.